# Wanda Riedel
Wanda Riedel (ur. 1931, zm. 25 lipca 2015) – polska doktor nauk biologicznych, zoolog, trichopterolog, zatrudniona na Wydziale Biologii Uniwersytetu Warszawskiego. Prowadziła badania faunistyczne nad chruścikami różnych regionów Polski: Pojezierza Pomorskiego (okolice Kartuz), Tatr, Bieszczadów, Wyżyny Krakowsko-Częstochowskiej, Roztocza. Opisała kilka gatunków nowych dla fauny Polski.

## Publikacje
- Riedel W. 1960. Nowe dla Polski gatunki chruścików. Fragm. Faun., 8: 315-319
- Riedel W. 1961. Materiały do znajomości rozmieszczenia chruścików (Trichoptera) Polski. Frag. Faun. 9: 11-20.
- Riedel W. 1962. Chruściki (Trichoptera) Tatr. Fragm. Faun. 9: 417-438.
- Riedel W. 1966. Chruściki (Trichoptera) potoków Bieszczad. Fragm. Faun., 13: 51-112.
- Riedel W. 1971. Uzupełnienie do znajomości chruścików Bieszczadów. Fragm. Faun. 17: 357-364.
- Riedel W. 1972. Materiały do znajomości rozmieszczenia chruścików w Polsce II. Fragm. Faun., 18: 245-256.
- Riedel W. 1978. Chruściki (Trichoptera) Pienin. Fragm. Faun. 12: 247-264.
- Riedel W., Majecki J. 1989. Postacie doskonałe chruścików (Trichoptera) Gór Świętokrzyskich. Frag. Faun. 32: 227-241.
- Riedel W., Majecki J. 1994. Chruściki (Trichoptera) Roztocza. Frag. Faun., 12: 315-322.